# Kaštel Kuparić
Najistočnija utvrda kaštelanskog područja bio je kaštel obitelji Cuparich (Kuparić) na otočiću Barbarincu (Skradinik, Otočac, Isoletta), u istočnom dijelu Kaštelanskog zaljeva.
Najraniji spomen kaštela je u opisu splitskog teritorija iz 1525.godine gdje knez Ivan Batista de Molina spominje kaštel koji je pružao zaštitu stanovnicima sela Smoljevac. Na karti iz XV.stoljeća, Martino Rotta prikazao je otočić s kulom i selom. Crkva Sv.Martina na otoku Skradniku spomenuta je 1478. godine u jednom ugovoru Nikole Cambio.
Danas na otočiću nema vidljivih tragova gradnji, osim obalnog zida koji okružuje sa svih strana izuzev na sjeveroistoku gdje se prirodna hrid spušta ravno u more.